# مارسيل بروير

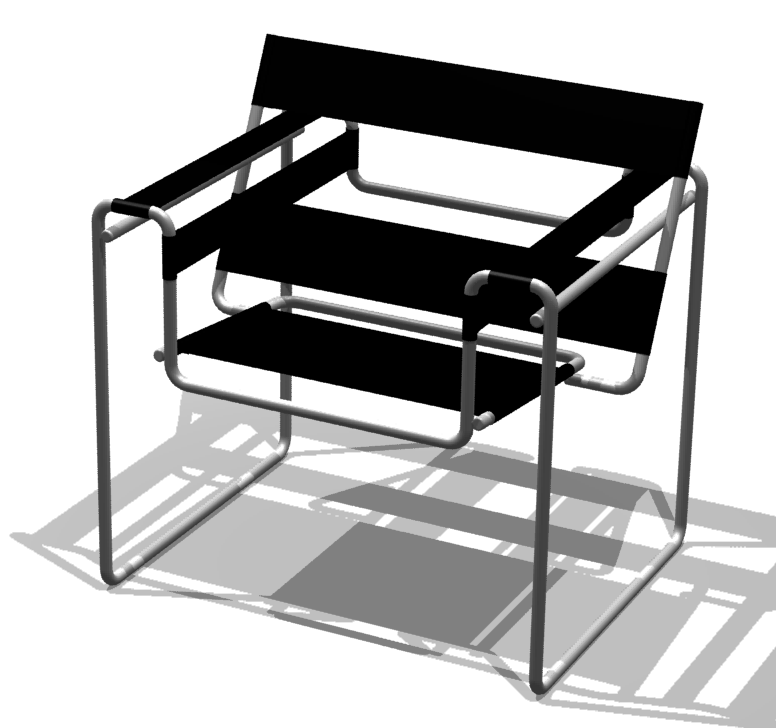
إحدى أعمال مارسيل بروير.

مارسيل بروير (بالمجرية: Breuer Lajos Marcell)‏ من أشهر المعماريين من مواليد 21 أيار 1902 بالمجر وتوفي في 1 حزيران 1981 بالولايات المتحدة الأمريكية.

## روابط خارجية
- مارسيل بروير على موقع الموسوعة البريطانية (الإنجليزية)
- مارسيل بروير على موقع إن إن دي بي (الإنجليزية)